# Good Morning to the Night
Good Morning to the Night – jedyny w karierze Eltona Johna album z remiksami. Stworzyła go australijska grupa Pnau. Został wydany 10 lipca 2012 roku, a krótko potem doszedł do pierwszego miejsca na liście UK Albums Chart.

## Spis utworów
- 1. Good Morning to the Night – 3:21
- 2. Sad – 3:21
- 3. Black Icy Stare – 3:12
- 4. Foreign Fields – 3:33
- 5. Telegraph to the Afterlife – 4:45
- 6. Phoenix – 3:30
- 7. Karmatron – 2:41
- 8. Sixty – 3:52

Całkowita długość – 28:15

## Deluxe edition
- 9. Sad (Seamus Haji Remix) – 7:02
- 10. Sad (The 2 Bears Remix) – 9:04
- 11. Good Morning to the Night (Siege 'To the Night' Remix) – 6:16
- 12. Good Morning to the Night (Cahill Remix) – 5:51
- 13. Good Morning to the Night (Melé Remix) – 4:41

Całkowita długość – 61:09

## Sample
1. "Good Morning to the Night"
Zawiera elementy następujących kompozycji Eltona Johna:
- "Philadelphia Freedom"
- "Mona Lisas and Mad Hatters"
- "Funeral for a Friend/Love Lies Bleeding"
- "Blue Moves|Tonight"
- "Empty Sky|Gulliver/It's Hay Chewed"
- "Sixty Years On"
- "Goodbye Yellow Brick Road"
- "Someone Saved My Life Tonight"

2. "Sad"
Zawiera elementy z:
- "Nice and Slow"
- "Crazy Water"
- "Curtains"
- "Sorry Seems to Be the Hardest Word"
- "Friends"

3. "Black Icy Stare"
Zawiera elementy z:
- "Cold Highway"
- "You're So Static"
- "Solar Prestige a Gammon"

4. "Foreign Fields"
Zawiera elementy z:
- "Pinky"
- "Someone Saved My Life Tonight"
- "High Flying Bird"
- "Sweet Painted Lady"
- "Cage the Songbird"
- "Chameleon"

5. "Telegraph to the Afterlife"
Zawiera elementy z:
- "Harmony"
- "We All Fall in Love Sometimes"
- "Funeral for a Friend"
- "Sweet Painted Lady"
- "I've Seen That Movie Too"
- "Love Song"
- "Indian Sunset"

6. "Phoenix"
Zawiera elementy z:
- "Grey Seal"
- "Are You Ready for Love"
- "Bennie and the Jets"
- "Someone Saved My Life Tonight"
- "Where to Now St Peter?"
- "Love Lies Bleeding"
- "Border Song"
- "Country Love Song"
- "Three Way Love Affair"

7. "Karmatron"
Zawiera elementy z:
- "Madman Across the Water"
- "Funeral for a Friend"
- "Stinker"
- "The Ballad of Danny Bailey (1909–1934)"
- "Tonight"
- "One Horse Town"
- "Screw You (Young Man's Blues)"

8. "Sixty"
Zawiera elementy z:
- "Sixty Years On"
- "Sixty Years On (Live in Australia)"
- "Sixty Years On (17–11–70)"
- "Indian Sunset"

## Notowania
| – | Ranking (2012) | Najwyższa pozycja | – | UK Albums Chart | 1 | – | US Top Electronic Albums | 20 |

### Single
| – | Rok | Singiel | Ranking | Pozycja | – | 2012 | "Sad" | UK Singles Chart | 48 |